# ナリタ5番街
ナリタ5番街（ナリタごばんがい）は、千葉県成田市にある成田国際空港第2ターミナルにある、日本国内空港最大の店舗面積を持つ免税店モール。名前は「5番街 (マンハッタン)」にちなむ。

## 概要

### 国内最大
1992年にオープンした成田国際空港第2ターミナルには以前から免税店が複数存在したが、2007年4月に大規模改装が行われた際に大幅に改築され、これまで国内空港最大であった第1ターミナルの「narita nakamise」を約1.4倍上回る約4000平方メートルの、国内空港最大の店舗面積を持つ免税店モールとして新たに「ナリタ5番街」の名でオープンした。
また、免税店のほかにも、空間リフレッシュサロンや授乳室を完備したキッズルーム、レストランなどがある。なお、第2ターミナルは本館だけでなくサテライト棟にも複数の免税店やブランドブティック、レストランや書店などの店舗を持つが、こちらは「ナリタ5番街」とは呼ばれない。

### 充実したブランド
JAL-DFSなどの総合免税店だけでなく、近年の多くの空港内の免税店モールに見られるように、エルメスやグッチ、カルティエやティファニーなど世界各国の高級ブランドのブティックが多数入居していることが特徴の1つである。

## 店舗

### ブランドブティック

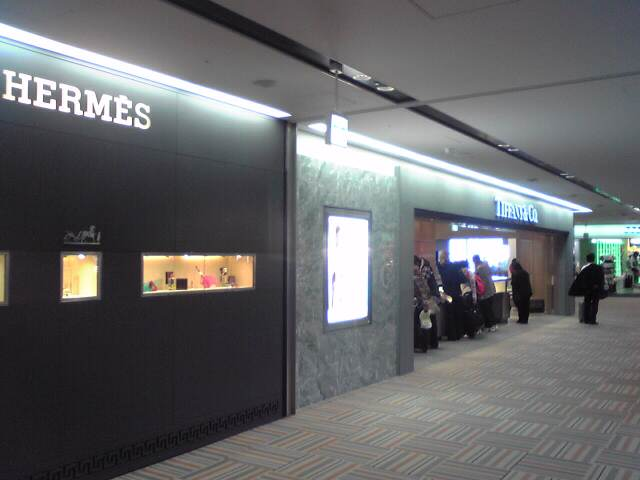
エルメスとティファニーのブティック

- エトロ
- エルメス
- カルティエ
- グッチ
- コーチ
- サマンサタバサ
- サルヴァトーレ・フェラガモ
- セリーヌ
- ダンヒル
- ティファニー
- バーバリー
- ブルガリ
- モンブラン

### 免税店
- Fa-So-La TAX FREE AKIHABARA
- Fa-So-La DUTY FREE Liquor & Tobacco
- Fa-So-La DUTY FREE Cosmetics & Perfumery
- Sky Boutique Narita
- ジャパンデューティーフリー（本館店）
- JAL-DFS（本館店）
- ANA HOUSE TOKYO

### 飲食店
- Asian Cafe BOWLBOWL
- Cafe&Bar AVION
- エクセルシオールカフェ
- 吉野家

### その他
- ブランドJA
- キッズルーム
- リフレッシュルーム